# Andrzej Sokołowski
Andrzej Sokołowski, född den 23 november 1948 i Komorzno, Polen, är en polsk handbollsspelare.
Han tog OS-brons i herrarnas turnering i samband med de olympiska handbollstävlingarna 1976 i Montréal.